# Posedarje
Posedarje je naselje i općina u Hrvatskoj.

## Zemljopis
Posedarje se nalazi oko 25 km sjeveroistočno od Zadra na obali Novigradskog mora. Kroz mjesto prolazi jadranska magistrala na dijelu Zadar – Maslenica, a neposredno iznad njega i autocesta Zagreb – Split.

## Općinska naselja
Općinu Posedarje čine naselja:
- Grgurice
- Islam Latinski
- Podgradina
- Posedarje
- Slivnica
- Vinjerac
- Ždrilo.

## Stanovništvo
Prema popisu iz 2021. naselje Posedarje ima 1292 stanovnika, a čitava općina, kojoj pripada još šest sela, ukupno 3449 stanovnika. Hrvati su gotovo jedino stanovništvo općine (99 %).
| broj stanovnika | 1687  | 1641  | 1938  | 2058  | 2301  | 2686  | 2886  | 3246  | 3552  | 3884  | 4110  | 4250  | 3990  | 3995  | 3513  | 3607  | 3430  |
|                 | 1857. | 1869. | 1880. | 1890. | 1900. | 1910. | 1921. | 1931. | 1948. | 1953. | 1961. | 1971. | 1981. | 1991. | 2001. | 2011. | 2021. |

| broj stanovnika | 531   | 541   | 479   | 481   | 532   | 630   | 503   | 798   | 1133  | 1069  | 1126  | 1290  | 1292  | 1355  | 1286  | 1358  | 1286  |
|                 | 1857. | 1869. | 1880. | 1890. | 1900. | 1910. | 1921. | 1931. | 1948. | 1953. | 1961. | 1971. | 1981. | 1991. | 2001. | 2011. | 2021. |

## Uprava
- Ivica Klanac, načelnik Općine Posedarje.[1]
- Leonardo Rončević, pročelnik Jedinstvenog upravnog odjela Općine Posedarje.[7]

## Općinsko vijeće
Općinsko vijeće je kolektivno predstavničko tijelo građana i tijelo lokalne samouprave, koje donosi akte u okviru djelokruga Općine te obavlja druge poslove u skladu sa Zakonom i Statutom Općine.
Mandat vijećnicima traje 4 godine, a biraju ih građani na neposrednim i općim izborima tajnim glasovanjem. Općinsko vijeće sastoji se od 8 članova.

## Povijest
Povijest Posedarja spominje se od početka 13. stoljeća. Prvi put se spominje pod latinskim nazivom Possedaria u ispravi ugarsko-hrvatskog kralja Andrije II. iz 1219. godine. Krbavski knezovi iz plemena Gusića dobili su u 14. stoljeću prema Posedarju ime knezovi Posedarski. Starosjedilačko hrvatsko stanovništvo počelo se iseljavati iz Posedarja ponajviše u vrijeme osmanskih napada. U osvojene krajeve Osmanlije dovode novo stanovništvo iz svoje pozadine, koje su naseljavali pod imenom Vlasi. Osmanlije su u više navrata napadali Posedarje (1571., 1646., 1662. i 1665.). U osmanskim je napadima izgubljeno mnoštvo hrvatskog stanovništva. Prema popisu žitelja iz godine 1527. Posedarje je brojalo 371 stanovnika, a 1608. samo 175 stanovnika. Hrvatski crkveni povjesničar Ante Bogović navodi da je 1692. u Posedarju bilo 210 katolika i 24 pravoslavca. C. F. Bianchi piše da je u njegovo vrijeme oko 1880. Posedarje brojilo 729 duša (u taj je broj pridodana i Podgradina). Nedaće izazvane ratovima između Osmanlija i Mlečana, te pojava bolesti (malarija, kuga, kolera) uzrok su čestih oscilacija i opadanja stanovništva Posedarja. Umjesto njih pristizale su pridošlice koje su pomalo postojale većinsko žiteljstvo. Prema povijesnim zapisima Posedarci su se uglavnom bavili vinogradarstvom, stočarstvom i ribolovom. U 18. posjedi knezova Posedarskih prelaze u vlasništvo zadarske plemićke obitelji Benja koja je svom prezimenu dodala Posedarski. Posljednji knez Ante Benja-Posedarski odselio je krajem 1943. u Italiju i umro u Venceiji.[nedostaje izvor]

## Turizam
U Posedarju se nalazi i turističko naselje u koje ljudi dolaze u ljetnim mjesecima. Nalazi se izvan centra mjesta na cesti prema Podgradini i Novigradu te nedaleko od plaže Sveti Duh.

## Poznate osobe
- Martin Posedarski
- Franjo Posedarski

## Spomenici i znamenitosti
- Crkvica Sveti Duh
- Centralni bunar

## Obrazovanje
- Osnovna škola »Braća Ribar« Posedarje

## Šport
- NK Hrvatski vitez Posedarje
- Biciklistički klub Posedarje
- Odbojkaški klub Posedarje

## Vanjske poveznice
- Službena stranica Općine Posedarje – opcina-posedarje.hr

|  | Portal Hrvatske – Pristup člancima s tematikom o Hrvatskoj. |